# Llista de Creus de Sant Jordi/2016

#### Persones
Informació actualitzada per un bot. Els canvis manuals es perdran quan s'actualitzi!
| Persona                          | Wikidata  | Descripció                                                                       | Ocupació                                                                       | Imatge |
| -------------------------------- | --------- | -------------------------------------------------------------------------------- | ------------------------------------------------------------------------------ | ------ |
| Josep Bastons i Fàbrega          | Q573927   | músic català                                                                     | tapisser músic compositor cantant                                              |        |
| Aureli Argemí i Roca             | Q2184026  | teòleg i activista polític català                                                | teòleg activista polític                                                       |        |
| Mateo Valero Cortés              | Q3305393  | informàtic català                                                                | enginyer de telecomunicacions professor d'universitat informàtic               |        |
| Josep Enric Llebot i Rabagliati  | Q5936754  | físic i polític independent català                                               | físic polític                                                                  |        |
| Artur Quintana i Font            | Q10987162 | traductor català                                                                 | traductor                                                                      |        |
| Emili Armengol i Abril           | Q11919133 | escultor espanyol                                                                | escultor                                                                       |        |
| Joan Salvador Beltran i Cavaller | Q11927925 | escriptor, professor i coordinador de cursos de llengua catalana i de reciclatge | lingüista escriptor                                                            |        |
| Josefa Contijoch                 | Q11928405 | escriptora espanyola                                                             | traductor poeta escriptor novel·lista                                          |        |
| Josep Sendra i Navarro           | Q11928927 | gestor i polític català                                                          | polític mediador d'assegurances empresari                                      |        |
| Mariàngela Vilallonga i Vives    | Q11935596 | filòloga, professora i historiadora catalana                                     | filòleg historiador de la literatura escriptor polític professor d'universitat |        |
| Òscar Cadiach i Puig             | Q11955896 | alpinista català                                                                 | alpinista                                                                      |        |
| Carles Canut i Bartra            | Q16184418 | actor català                                                                     | actor                                                                          |        |
| Josep Navarro i Vives            | Q16582470 | pintor català                                                                    | pintor                                                                         |        |
| Joandomènec Ros i Aragonès       | Q16787549 | biòleg i professor d'universitat català                                          | professor d'universitat biòleg ecòleg escriptor                                |        |
| Jordi Llovet i Pomar             | Q16943207 |                                                                                  | traductor crític d'art escriptor crític literari                               |        |
| Guillem López Casasnovas         | Q17032590 | economista menorquí                                                              | economista professor d'universitat assessor                                    |        |
| Maria Victòria Molins            | Q19301109 | monja teresiana filòloga i escriptora                                            | monja                                                                          |        |
| Sol Daurella i Comadran          | Q19301888 | empresària catalana                                                              | empresari                                                                      |        |
| Bonaventura Clotet i Sala        | Q20100355 | metge català                                                                     | metge guionista                                                                |        |
| Ada Parellada i Garrell          | Q23906912 | cuinera catalana                                                                 | cuiner empresari escriptor de no-ficció                                        |        |
| Kikuro Tani                      | Q23926431 | empresari japonès                                                                | empresari                                                                      |        |
| Mercè Boada i Rovira             | Q23926469 | neuròloga catalana                                                               | neuròleg                                                                       |        |
| Carles Colomer Casellas          | Q23926474 | economista i empresari català                                                    | economista empresari                                                           |        |
| Josep-Enric Rebés Solé           | Q23926521 | advocat i jurista català                                                         | advocat                                                                        |        |
| Josep Santacreu i Bonjoch        | Q23926550 | metge, filantrop, activista i directiu empresarial català                        | executiu d'empresa activista                                                   |        |
| Carles Taché Mitjans             | Q23926558 |                                                                                  | galerista editor                                                               |        |
| Enric Argullol i Murgadas        | Q24042570 | jurista i catedràtic català                                                      | jurista professor d'universitat escriptor                                      |        |

#### Entitats
Informació actualitzada per un bot. Els canvis manuals es perdran quan s'actualitzi!
| Entitat                                                         | Wikidata  | Descripció                                                                            | Imatge |
| --------------------------------------------------------------- | --------- | ------------------------------------------------------------------------------------- | ------ |
| Institut Ramon Muntaner                                         | Q3151800  | Institut a Figueres                                                                   |        |
| Festival de Peralada                                            | Q5861248  |                                                                                       |        |
| Revista de Catalunya                                            | Q8173161  | revista catalana d'assaig (1924-)                                                     |        |
| Fundació Pere Tarrés                                            | Q8963088  |                                                                                       |        |
| La Marató de 3Cat                                               | Q9018710  | gala solidària                                                                        |        |
| Coordinadora d'Associacions per la Llengua catalana             | Q11915499 | associació per la normalització lingüística, nacional i cultural dels Països Catalans |        |
| Fundació Vila Casas                                             | Q15623876 | fundació catalana                                                                     |        |
| Lluïsos d'Horta                                                 | Q17617747 | associació cultural d'Horta                                                           |        |
| Caramelles del Roser de Sant Julià de Vilatorta                 | Q21479872 |                                                                                       |        |
| Sala Cabanyes                                                   | Q23503561 |                                                                                       |        |
| Acadèmia Tastavins del Penedès                                  | Q24055322 |                                                                                       |        |
| Associació de Familiars i Amics de Nens Oncològics de Catalunya | Q24055323 |                                                                                       |        |
| Consell Cultural de les Valls d'Àneu                            | Q24055324 |                                                                                       |        |